# 화순 쌍봉사 극락전
화순 쌍봉사 극락전(和順 雙峰寺 極樂殿)은 대한민국 전라남도 화순군 이양면 증리, 쌍봉사에 있는 건축물이다. 1984년 2월 29일 전라남도의 문화재자료 제66호로 지정되었다.

## 개요
쌍봉사는 통일신라 경문왕 8년(868)에 철감선사가 중국에서 귀국하여 절터의 경치가 좋은 것을 보고 세웠다고 한다.
극락전은 앞면 3칸·옆면 3칸 규모로, 지붕은 옆면에서 볼 때 사람 인(人)자 모양인 맞배지붕이다. 지붕 처마를 받치기 위해 장식하여 만든 공포는 기둥 위와 기둥 사이에도 있는 다포 양식으로 꾸몄다.
천장은 우물 정(井)자 모양으로 천장 속을 가린 우물천장이고, 바닥에는 마루를 깔았다. 창문은 2짝 여닫이문을 달았다.

## 참고 문헌
- 쌍봉사극락전 - 국가유산청 국가유산포털